# Kirton (Nottinghamshire)
Kirton is een civil parish in het bestuurlijke gebied Newark and Sherwood, in het Engelse graafschap Nottinghamshire met 261 inwoners.